# Јункерс Ju 52
Јункерс Ju 52, је немачки авион са три мотора, из Другог светског рата (на подручју Југославије је имао надимак Јулка). Примарна намена му је била десант, транспорт живе силе и војне опреме, а секундарна, бомбардовање. Варијанта са ознаком Ju 52/3m је била најпримењенија у саставу Луфтвафеа, чије га је особље звало Танте ју. Авион Ju 52/3m је конструисао Ернест Зиндел 1932. године, као снажнију верзију једномоторног Ju 52 из 1930. године, који је Луфтханзи служио као транспортни авион. Од самог почетка, овај једноставни авион Ju 52/3m, показао се као врло успешан, те је обустављена производња варијанте Ju 52, а наставњена је његова. У почетку је био намењен само за цивилни транспорт, али је ускоро уведен у оперативну употребу Луфтвафеа, за десант и као тешки бомбардер. Учествовао је у свим немачким ваздушно-десантним операцијама укључујући битку за Крит, а највеће губитке претрпео је током неуспелог покушаја снабдевања опкољене немачке 6. армије код Стаљинграда.

## Развој
Први прототип авиона Јункерс Ju 52 је полетео 13. октобра 1930. године. У питању је била једномоторна путничка верзија која је могла да понесе 15-17 путника. Следеће године конструкторски тим Јункерса одлучио је да направи тромоторну верзију истог авиона. Прва верзија овог авиона полетела је у априлу 1932. године под ознаком Ju-52/3m. Пред крај 1932. године први авиони Ju-52/3m су испоручени немачкој авио-компанији Луфтханза. За кратко време у флоти компаније налазило се 230 ових авиона.
Војна верзија овог авиона полетела је 1934. године под ознаком Ju-52/3mg3e. Ова бомбардерска верзија могла је да понесе 600 kg бомби и била је наоружана са два митраљеза МГ-15 калибра 7,92 mm или 3 митраљеза МГ-15 и до 500 kg бомби. Луфтвафе је укупно испоручено 450 авиона у бомбардерској варијанти.

## Борбена употреба
Прво борбено ангажовање Ju 52 било је 1936. године у Шпанском грађанском рату на страни националиста. Врло важну улогу овај авион је одиграо у пребацивању шпанских колонијалних трупа лојалних генералу Франку из Марока у Шпанију. У даљем току рата Ju 52 је дејствовао као бомбардер у склопу Легије Кондор. Типу Ju 52/3m g3e се ускоро придружио Ju 52/3m g4e који је у основи био једнак, осим што је уместо дрљаче имао точак на репу. Са доласном новијих бомбардера, авиони Ju 52/3m су спали опет на своју изворну улогу транспортера. У Немачкој су прерађени у авионе за транспорт или обуку пилота и навигатора на вишемоторним авионима. Следећи модел који се појавио је био Ju 52/3m g5e.
У Другом светском рату учествовао је искључиво као транспортни авион за превоз падобранаца и ратног материјала. Употребљаван је за десант трупа или као тегљач једрилица у Данској, Норвешкој, Холандији и Белгији. Губици су били огромни, али је производња била у пуном замаху и сви губици су надокнађени до краја 1940. године. Још један задатак Ju 52/3m је био чишћење минских поља. У ту сврху авион је био опремљен великим обручем од дурала испод трупа и крила који је добијао електричну струју од помоћног мотора у трупу и активирао магнетске мине. Најмасовније ангажовање у десантним операцијама, али и највеће губитке до тада Ju 52 претрпео је у току битке за Крит (Операција Меркур) која је почела 20. маја 1941. године. Од 493 авиона Ju 52/3ms колико је било ангажовано у овој операцији оборено је и уништено 174. Још веће губитке авион је претрпео током неуспелог покушаја снабдевања немачке 6. армије у обручу код Стаљинграда. Последње масовно борбено ангажовање Ju 52 догодило се 1943. приликом пребацивања и снабдевања, а затим и неуспешног покушаја евакуације немачких трупа у Тунису. У току ових операција за само три недење изгубљено је 432 авиона. Од 1943. године па до краја рата мали број Ju 52 је углавном био ангажован на задацима евакуације и превоза рањеника.
У наоружању РВ и ПВО Југославије, од 1945. до 1964. године било је 8 авиона Ju 52. Један примерак је сачуван до данас и изложен је испред улаза у Музеј ваздухопловства на Аеродрому Београд..

## Земље корисници авиона Јункерс
| - Аргентина - Аустрија - Белгија - Боливија - Бразил - Бугарска - Чехословачка - Данска - Еквадор - Естонија - Финска - Француска - Италија - ЈАР - Југославија - Канада - Колумбија | - Мађарска - Хрватска & НДХ - Норвешка - Немачка - Перу - Пољска - Португалија - Румунија - САД - Словачка - СССР - Шпанија (Друга шпанска република) - Шведска - Швајцарска - Република Кина - Немачка - Уједињено Краљевство |

## Галерија
- Јункерс Ju 52 испред Музеја ваздухопловства на Аеродрому Београд
- Јункерс Ju 52/3m и његова основна намена, превоз падобранаца
- Радијални мотор са 9 цилиндара
- Кокпит авиона Junkers Ju 52
- Музејски примерак